# 腦電刺激

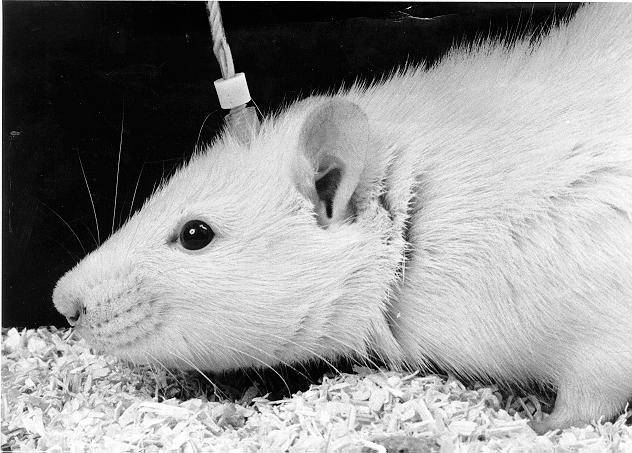
實驗室老鼠體內的慢性皮質下電極植入物，用於向大腦傳遞電刺激。

腦電刺激(Electrical brain stimulation,EBS)是一種電療法和技術，用於研究和臨床神經生物學，通過使用電流直接或間接激發其細胞來刺激大腦中的神經元或神經網絡，用於研究或治療目的。